# Сречко Косовел
Сречко Косовел (18 березня 1904, Сежана — 27 травня 1926, Томай) — словенський поет.

## Біографія
Батько — шкільний учитель, мати — з багатої трієстинської сім'ї.
З 1922 року навчався у Люблянському університеті, де вивчав філософію, романську і слов'янську філологію, був редактором ряду демократичних літературних видань, організував поетичний клуб імені Івана Цанкара.
Гостре, відчуття соціальної і національної несправедливості зумовило бунтівний характер багатьох віршів Косовела («Червоний атом», «Революція», «Не журися, друже…», «Балада про народ» та інші), які ввійшли до збірок «Поезії» (1927), «Вибрані поезії» (1931). Звертався й до інтимної лірики. Автор книги есе «Мистецтво і пролетар» (1926).
Тривалий час лишалися не опубліковувалися його конструктивістські поезії; 1967 словенський літературознавець А. Оцвірк видав їх окремою збіркою «Інтеграли».
Помер від менінгіту, не дочекавшись виходу своєї першої книги «Поезії» («Pesmi», 1927).
Деякі поезії Сречко Косовела переклали Роман Лубківський, В. Гримич.